# Alex Young (calciatore)
Alexander Young, noto come Alex Young (Loanhead, 3 febbraio 1937 – Edimburgo, 27 febbraio 2017), è stato un calciatore scozzese, di ruolo attaccante.

## Carriera
Vinse un campionato scozzese nel 1958 con gli Hearts, poi si trasferì all'Everton con cui vinse un campionato inglese nel 1963 ed una FA Cup nel 1966.

## Palmarès

### Club

#### Competizioni nazionali
- Campionato scozzese: 2

Hearts: 1957-1958, 1959-1960
- Coppa di Scozia: 1

Hearts: 1955-1956
- Coppa di Lega scozzese: 2

Hearts: 1958-1959, 1959-1960
- Campionato inglese: 1

Everton: 1962-1963
- Coppa d'Inghilterra: 1

Everton: 1965-1966
- Community Shield: 1

Everton: 1963